# Marta Martín Llaguno
Marta Martín Llaguno, née le 14 juillet 1972, est une femme politique espagnole membre de Ciudadanos.
Elle est élue députée de la circonscription d'Alicante lors des élections générales de décembre 2015.

## Biographie

### Profession
Marta Martín Llaguno est titulaire d'une licence  et d'un doctorat en sciences de l'information par l'Université de Navarre. Elle enseigne la communication audiovisuelle et la publicité à l'Université d'Alicante.

### Carrière politique
Le 20 décembre 2015, elle est élue députée pour Alicante au Congrès des députés et réélue en 2016.